# Llo
Llo – miejscowość i gmina we Francji, w regionie Oksytania, w departamencie Pireneje Wschodnie.
Według danych na rok 1990 gminę zamieszkiwało 131 osób, a gęstość zaludnienia wynosiła 5 osób/km² (wśród 1545 gmin Langwedocji-Roussillon Llo plasuje się na 772. miejscu pod względem liczby ludności, natomiast pod względem powierzchni na miejscu 257.).

## Zabytki
Zabytki na terenie gminy posiadające status monument historique:
- kościół św. Fruktuozusa (Église Saint-Fructueux de Llo)

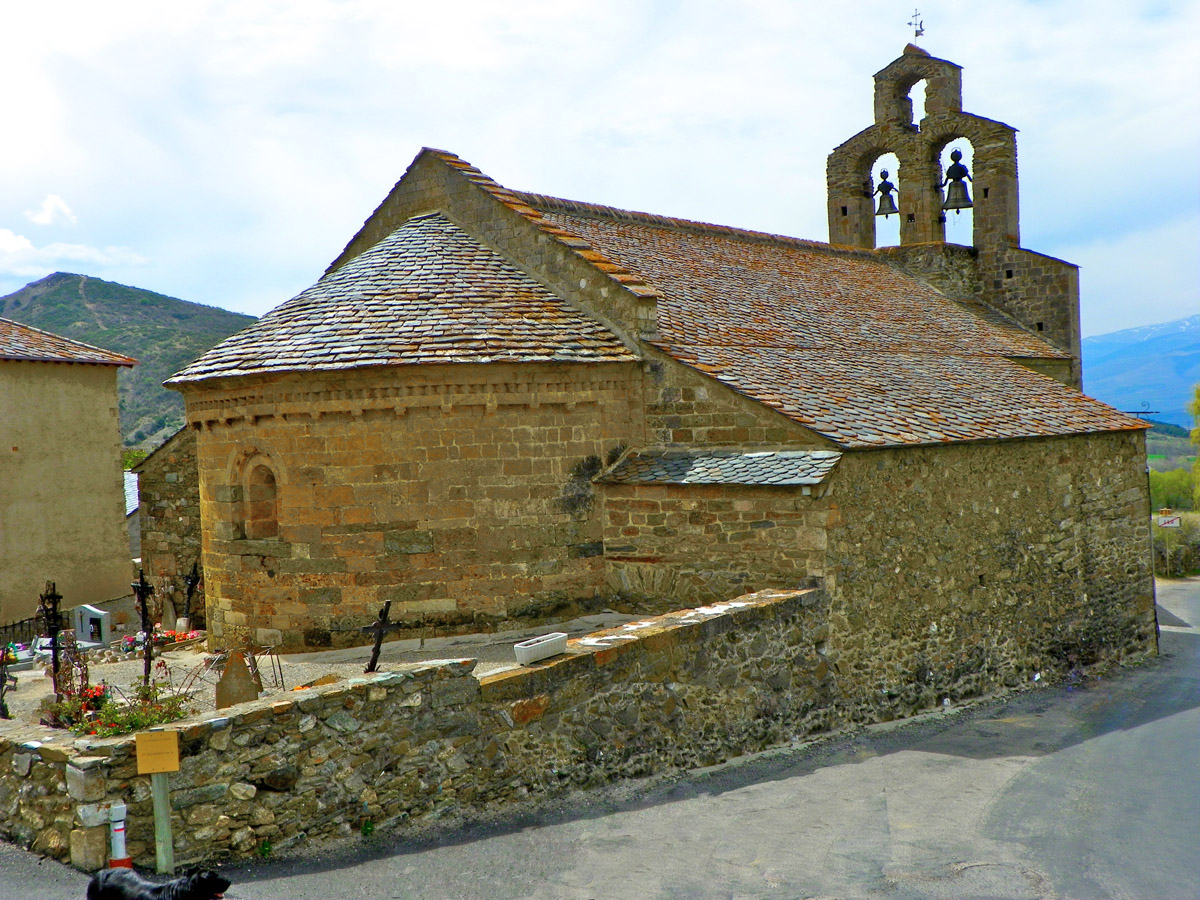
Kościół w Llo, 2011

## Populacja

Populacja Llow latach 1962–2008